# Leucania crenulata
Leucania crenulata là một loài bướm đêm trong họ Noctuidae.